# Морелл, Джордж
Джордж Уэбб Морелл (англ. George Webb Morell) (8 января 1815 — 11 февраля 1883) — американский военный и гражданский железнодорожный инженер, бригадный генерал армии Союза в годы гражданской войны. Командовал дивизией в корпусе Фицджона Портера в первые годы войны. Во время суда над Портером давал показания в пользу последнего, чем испортил себе карьеру и был отстранён от командования дивизией (которую передали Чарльзу Гриффину).

## Ранние годы
Морелл родился в Куперстауне, штат Нью-Йорк, в семье Джорджа Морелла, судьи Мичиганского верховного суда. В 1831 году он поступил к военную академию Вест-Пойнт, которую окончил 1-м по успеваемости в классе 1835 года. Морелла определили в инженерный корпус во временном звании второго лейтенанта. Он участвовал в инженерных работах на озере Эри, на границе в Огайо и Мичигане (1835—1836), а с 1836 по 1937 год участвовал в строительстве форта Адамс в Род-Айленде. 31 октября 1836 года Морелл получил постоянное звание второго лейтенанта. 30 июня 1837 года он уволился из армии.
На гражданской службе он стал инженером проектируемой железной дороги Чарльстон-Цинцинати (1837—1838), затем на центральной Мичиганской железной дороге. 23 июля 1846 года он стал майором 4-го Нью-Йоркского добровольческого полка, набранного для участия в Мексиканской войне, но полк так и не был принят на службу. В 1849 году он стал инженером в 1-й дивизии Нью-Йоркского ополчения в звании майора, а в 1852 году получил звание полковника. С 1854 года работал в нью-йоркском федеральном окружном суде.

## Гражданская война
Морелл ещё с 1852 года служил полковником нью-йоркского ополчения, потому после начала гражданской войны, 9 августа 1861 олда, ему присвоили звание бригадного генерала добровольческой армии. В сентябре его бригада состояла из трёх полков: 
- 9-й Массачусетский пехотный полк, полковник Томас Касс
- 4-й  Мичиганский пехотный полк, полковник Дуайт Вудбери
- 14-й Нью-Йоркский пехотный полк, полковник Джеймс Макквад

18 ноября к его бригаде присоединили 62-й Пенсильванский пехотный полк. Бригада охраняла подступы к Вашингтону, а в апреле 1862 года была отправлена на Вирджинский полуостров как 2-я бригада дивизии Фицджона Портера. Бригада участвовала в осаде Йорктауна, а 18 мая был сформирован V корпус Потомакской армии, который возглавил Портер. Бывшую дивизию Портера перевели в этот новый корпус и назначили Морелла её командиром. Дивизия состояла из трёх бригад:
- Бригада Джона Мартиндейла
- Бригада Джеймса Макквада (позже командовали Эберкомби и Гриффин)
- Бригада Даниеля Баттерфилда

Таким образом Морелл стал командиром Мартиндейла. Брайан Бёрнтон заметил, что по странному стечению обстоятельств они родились в один год, учились в одном классе Вест-Пойнта, и стали бригадными генералами в один день.
Морелл участвовал в сражении у Хановер-Кортхауз 27 мая и в сражении при Бивердем-Крик 26 июня, хотя в последнем случае активно задействована не была. На следующий день началось сражение при Гейнс-Милл. Оборону держал корпус Портера, а дивизия Морелла занимала крайний левый фланг. Позиции корпуса были атакованы "Лёгкой дивизией Хилла" и удар отчасти пришёлся на бригады Мартиндейла и Гриффина из дивизии Морелла. Эта атака была отбита с тяжёлыми потерями для нападающих. 
Когда кампания на полуострове завершилась, корпус Портера был переброшен в Северную Вирджинию на усиление Вирджинской армии и принял участие во втором сражении при Булл-Ран. На подходе к полю боя Мореллу было приказано следовать за дивизией Сайкса, но Сайкса найти не удалось и поэтому Морелл в поисках корпуса ушёл с бригадой Гриффина в Сентервилл. По этой причине он не участвовал в сражении, а бригадами его дивизии на поле боя командовал Баттерфилд.
После сражения дивизия отступила в Вашингтон, а в начале сентября началась Мерилендская кампания. Генерал Макклеллан начал наступление в направлении Фредерика и Южных гор, и это привело к сражению при Энтитеме, где дивизия Морелла весь день простояла в резерве. Когда южане покинули поле боя, дивизиям Портера было приказано перейти Потомак, что привело к сражению при Шепардстауне, но дивизия Морелла активного участия в этом бою не принимала.
В ноябре генерал Макклеллан был отстранён от командования. Вскоре после был отдан под трибунал генерал Портер. На суде генералы Сайкс и Морелл давали показания в пользу Портера, что испортило карьеру Мореллу.
Морелл ещё после Полуострова был представлен к званию генерал-майора, но это звание не было утверждено сенатом. Морелл был снят с командования дивизией, которую передали Джеймсу Барнсу. Морелл был направлен в Индианаполис, а 15 декабря 1864 года покинул добровольческую армию.

## Послевоенная деятельность
Уйдя в отставку, Морелл стал фермером. Он умер в Скарборо, штат Нью-Йорк, и был похоронен в алтаре епископальной церкви Святой Марии в Скарборо.